# Bêta-Lactame

Noyau β-lactame.

Un noyau β-lactame est un lactame contenant trois atomes de carbone et un d'azote dans son cycle. Le cycle β-lactame appartient à divers antibiotiques, tels la pénicilline. Ces antibiotiques sont appelés pour cela antibiotiques β-lactamine. Ces antibiotiques agissent par inhibition de la synthèse de la paroi cellulaire de la bactérie. Ceci a un effet létal sur les bactéries, en particulier celles à Gram-positif. Les bactéries peuvent devenir résistantes aux antibiotiques β-lactame par l'expression d'une bêta-lactamase ou par modification des protéines de surface sur laquelle les antibiotiques se lient.
De par son mode d'action, cet antibiotique n'est pas efficace contre les bactéries intracellulaires.

Structure de la pénicilline G.

## Synthèse
Il est possible de synthétiser des β-lactames par réaction de cycloaddition [2+2] entre une imine et un cétène.
Les premiers β-lactames synthétiques furent préparés par Hermann Staudinger en 1907 par réaction de la base de Schiff (imine) formée par réaction entre l'aniline et le benzaldéhyde, et le diphénylcétène, :